# Östlicher Glattschweinswal

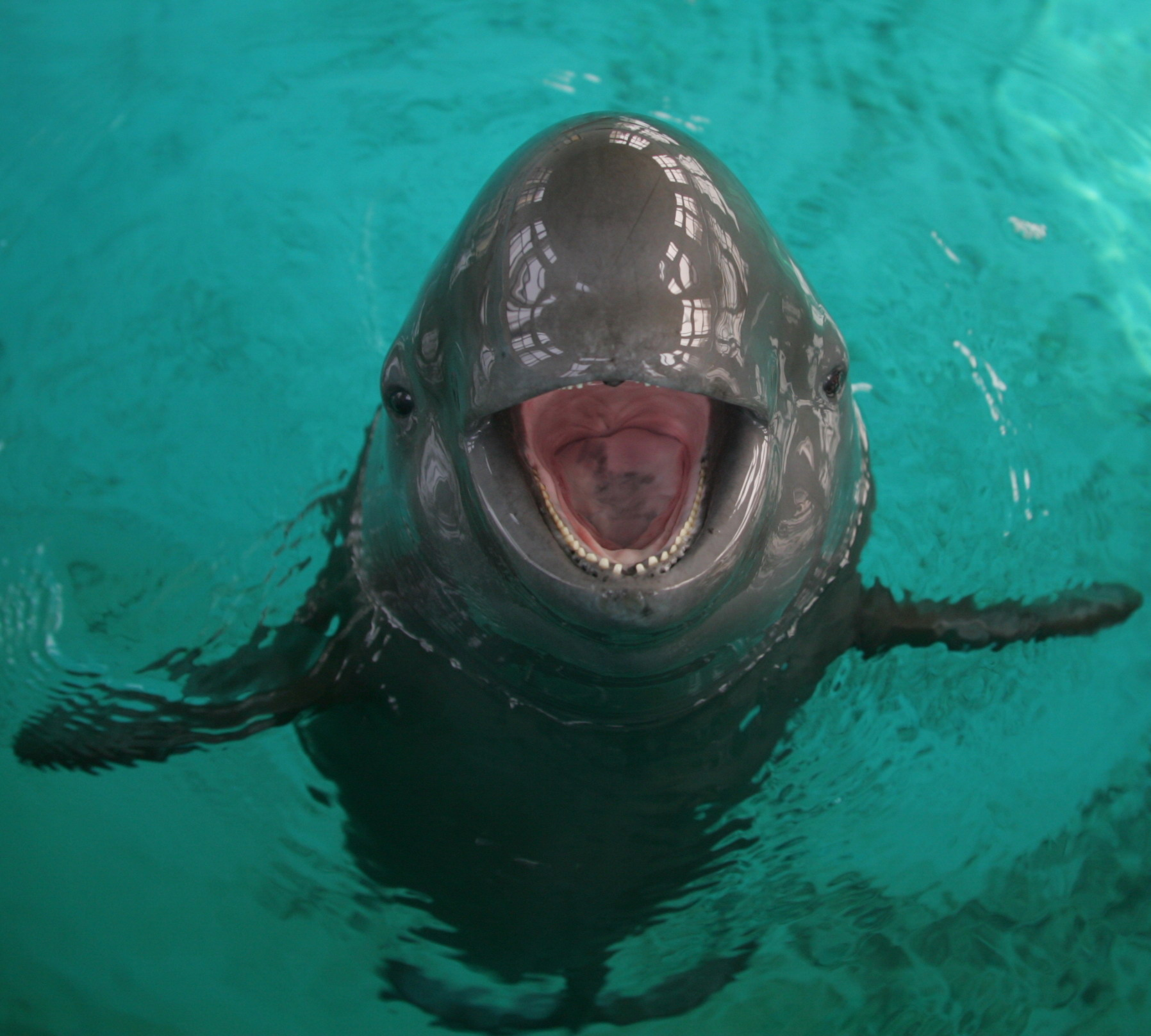
Jangtse-Glattschweinswal

Der Östliche Glattschweinswal (Neophocaena asiaeorientalis) ist eine ostasiatische Walart aus der Familie der Schweinswale (Phocoenidae). Die Art wurde 1972 beschrieben, die beiden Unterarten der Art aber später dem Glattschweinswal (Neophocaena phocaenoides) zugeordnet. Nachdem man entdeckt hatte, dass die Tiere reproduktiv voneinander isoliert sind, obwohl sie in einem relativ großen Gebiet zusammen vorkommen, wurde die Art 2011 wieder revalidiert und neu beschrieben.

## Beschreibung
Der Östliche Glattschweinswal wird mit einer Länge von über 2,20 Meter deutlich größer als der Glattschweinswal, der lediglich eine Maximallänge von 1,70 Meter erreicht. Der Kopf ist klein und durch die Melone deutlich gerundet. Die Schädellänge liegt bei 21 bis 29,5 cm (18 bis 24,5 bei N. phocaenoides). Die Schnauze ist breit, kurz und zwischen 7,7 und 9,7 cm lang (6,2 bis 9,2 bei N. phocaenoides). Pro Kieferhälfte zählt man 16 bis 21 Zähne im Oberkiefer und 15 bis 20 im Unterkiefer (15 bis 22 bzw. 16 bis 22 bei N. phocaenoides). Beiden Glattschweinswalarten fehlt die Finne, weshalb sie auch Finnenlose Schweinswale genannt werden. Dafür besitzen sie einen fleischigen Grat auf dem Rücken, der mit Tuberkelreihen versehen ist. Der Grat beginnt beim Östlichen Glattschweinswal vor der Rückenmitte, ist relativ hoch und kann eine Maximalhöhe von 5,5 cm erreichen. Die Tuberkeln stehen in einer bis zehn Reihen, der mit Tuberkeln besetzte Rückengrat ist schmal und nur 2 bis 12, in Ausnahmefällen auch 24 mm breit. Bei N. phocaenoides beginnt der Rückengrat hinter der Rückenmitte, ist niedriger aber breiter (4,8 bis 12 cm) und die Anzahl der Tuberkelreihen beträgt 10 bis 17, in Ausnahmefällen können es auch nur neun oder bis zu 25 Reihen sein.
Ausgewachsene Östliche Glattschweinswale sind hell cremefarben bis dunkelgrau, meistens mittelgrau gefärbt. Jungtiere sind dunkelgrau und werden mit zunehmendem Alter heller. N. phocaenoides ist dagegen dunkelgrau, oft fast schwarz und hat hellgraue Jungtiere.

## Unterarten
Es werden zwei Unterarten unterschieden:
- Der Jangtse-Glattschweinswal (N. asiaeorientalis asiaeorientalis, (Pilleri & Gihr, 1972)), der im Einzugsbereich des mittleren und unteren Jangtsekiang vorkommt und sehr selten ist. Die Unterart lebt nur in Süßgewässern, auch im Poyang-See und im Gan Jiang-Fluss, der durch den See fließt, und im Dongting-See mit seinem größten Zufluss, dem Xiang Jiang. Im Jangtsekiang kommt (oder kam) der Delfin bis ca. 1600 km aufwärts der Mündung vor, etwa bis zur Großstadt Yichang.

- Der Ostasiatische Glattschweinswal (N. asiaeorientalis sunameri, Pilleri & Gihr, 1975) lebt küstennah im Meer, in der Formosastraße, im Gelben Meer, an der Ostküste Südkoreas und an den Küsten des südlichen Japans. Die koreanischen und japanischen Populationen haben keinen Kontakt zueinander.